# 在ダバオ日本国総領事館
在ダバオ日本国総領事館（タガログ語: Konsulado Heneral ng Hapon sa Dabaw、英語: Consulate-General of Japan in Davao）は、フィリピンのミンダナオ島の最大都市ダバオに設置されている日本の総領事館である。

## 沿革
ダバオにおける日本の領事機関の歴史は、フィリピンがアメリカ合衆国による植民地支配を受けていた1920年の在マニラ日本帝国総領事館ダバオ分館の設立を以て嚆矢とする。
第二次世界大戦中の1943年11月23日には在ダバオ日本帝国総領事館が開設されたが、1945年3月に始まったミンダナオ島の戦いで皇軍が米軍を筆頭とする連合軍に敗北したため閉鎖を余儀なくされた。
1973年に在ダバオ出張駐在官事務所（タガログ語: Konsulado Opisina ng Hapon sa Dabaw、英語: Consular Office of Japan in Davao）が設置され、2014年8月1日、出張駐在官事務所が在ダバオ領事事務所に改称される。
2019年1月1日、在ダバオ領事事務所が格上げされる形で、約74年ぶりに総領事館として発足した。同年2月10日、ダバオ市内のホテルで総領事館開館式典が開催され、日本側から河野太郎外務大臣、羽田浩二駐フィリピン大使、三輪芳明総領事、フィリピン側からテオドロ・ロペス・ロクシン・ジュニア外務大臣、カルロス・ドミンゲス3世財務大臣、サラ・ドゥテルテ＝カルピオ市長らが出席した。

## 所在地
4th Floor, B.I. Zone Building, J.P. Laurel Avenue, Bajada, Davao City 8000

## 管轄地域
北サンボアンガ州、南サンボアンガ州、サンボアンガ・シブガイ州、ブキドノン州、カミギン州、北ラナオ州、西ミサミス州、東ミサミス州、ダバオ・デ・オロ州、北ダバオ州、南ダバオ州、東ダバオ州、西ダバオ州、コタバト州、サランガニ州、南コタバト州、スルタン・クダラット州、北アグサン州、南アグサン州、ディナガット・アイランズ州、北スリガオ州、南スリガオ州、南ラナオ州、マギンダナオ州、バシラン州、スールー州及びタウィタウィ州を管轄。